# Nederlandse kampioenschappen atletiek junioren
Het NK Junioren is een officieel Nederlands kampioenschap voor junioren in de atletiek.
Tijdens de NK voor junioren wordt gestreden om de nationale titels voor A- en B-junioren op verschillende loopnummers en technische onderdelen. De winnaar van een van de onderdelen mag zich een jaar lang Nederlands A- of B-juniorkampioen op het betreffende onderdeel op de baan noemen.

## Edities
| Datum | Plaats              | Organisatie                                                                          |
| ----- | ------------------- | ------------------------------------------------------------------------------------ |
| 1986  | Lisse               | AV De Spartaan                                                                       |
| 1991  | Alphen aan den Rijn | AAV '36                                                                              |
| 1997  | Amsterdam           |                                                                                      |
| 1998  | Vught               |                                                                                      |
| 1999  | Zevenaar            |                                                                                      |
| 2000  | Hengelo             |                                                                                      |
| 2001  | Uden                |                                                                                      |
| 2002  | Assen               |                                                                                      |
| 2003  | Lisse               | AV De Spartaan                                                                       |
| 2004  | Sittard             | AV Unitas                                                                            |
| 2005  | Helmond             | HAC                                                                                  |
| 2006  | Bergen op Zoom      | Spado                                                                                |
| 2007  | Utrecht             | AV Phoenix en Hellas Utrecht                                                         |
| 2008  | Groningen           | Groningen Atletiek                                                                   |
| 2009  | Emmeloord           | AV NOP                                                                               |
| 2010  | Zwolle              | AV PEC 1910                                                                          |
| 2011  | Alphen aan den Rijn | AAV '36                                                                              |
| 2012  | Breda               | AV Sprint                                                                            |
| 2013  | Eindhoven           | Eindhoven Atletiek                                                                   |
| 2014  | Amsterdam           | AAC                                                                                  |
| 2015  | Breda               | AV Sprint                                                                            |
| 2016  | Breda               | AV Sprint                                                                            |
| 2017  | Vught               | Prins Hendrik                                                                        |
| 2018  | Emmeloord           | AV NOP                                                                               |
| 2019  | Alphen aan den Rijn | AAV `36                                                                              |
| 2020  | Amersfoort          | AV Altis                                                                             |
| 2021  | Amersfoort          | AV Altis                                                                             |
| 2022  | Amsterdam           | AAC                                                                                  |
| 2023  | Bergen op Zoom      | Spado                                                                                |
| 2024  | Utrecht             | De gezamenlijke Utrechtse Atletiekverenigingen U-Track, AV Phoenix en Hellas Utrecht |